# 湯汝和
湯汝和（1862年—？），字味梅，号拙生，廣西省桂林府靈川縣人，清朝政治人物、同進士出身。
光緒十五年（1889年），参加光緒己丑科殿試，登進士三甲73名。同年五月，著交吏部掣签，分发各省以知县即用。光绪二十一年（1894年）任桃源县知县，三年後调往浙江。晚年归里。
有《嚥雪軒詩草》十九卷，文集二卷。